# Пуњаго (Модена)
Пуњаго је насеље у Италији у округу Модена, региону Емилија-Ромања.
Према процени из 2011. у насељу је живело 46 становника. Насеље се налази на надморској висини од 506 м.